# ProTell
ProTell (formalmente: "Gesellschaft für ein freiheitliches Waffenrecht", algo como "Sociedade por uma legislação liberal sobre armas") é um grupo suíço de defesa dos direitos às armas com sede em Berna, Suíça.

## Visão geral
A ProTell foi fundada em 1978, por Hanspeter Baumann, com o objetivo de defender o direito dos cidadãos cumpridores da lei de portar armas, e se opõe a quaisquer restrições a este respeito. Seu nome se refere à famosa lenda de Guilherme Tell, atirando na maçã na cabeça de seu filho com uma única flecha. A ProTell relata cerca de 8.500 membros em 2016. Isso corresponde a cerca de 6,4% do número de atiradores registrados na "Schweizer Schiesssportverband" ("Associação Suíça de Tiro").
A ProTell foi um dos principais opositores à "iniciativa popular federal" (proposta popular de emenda à constituição) "Pela proteção contra a violência armada", levada a referendo em 13 de fevereiro de 2011. A iniciativa foi amplamente rejeitada pelos eleitores.